# Kebonjati (Sumedang Utara)
Kebonjati is een bestuurslaag in het regentschap Sumedang van de provincie West-Java, Indonesië. Kebonjati telt 3747 inwoners (volkstelling 2010).